# NGC 358
NGC 358 – grupa czterech gwiazd 11 i 12 wielkości, tworzących asteryzm w kształcie trapezu. Znajduje się w gwiazdozbiorze Kasjopei. Skatalogował ją Heinrich Louis d’Arrest 4 lutego 1865 roku.